# Prvi koncert za klavir i orkestar (Brams)
PRVI KLAVIRSKI KONCERT, d-moll, opus 15, Johanesa Bramsa

## Bitna obeležja
Komponovan je između 1854. i 1858. godine i ove potonje premijerno izveden. Ovaj Koncert je mladalačko, ali po tonskoj i formalnoj građi vrhunsko Bramsovo delo. Odlikuje ga snažan dramatski naboj u bočnim stavovima i istinska pobožnost i melodika u središnjem stavu. Koncert je najpre bio zamišljen kao simfonija sa obligatnim klavirom, pa otuda i neobična kolosalna građa. Tri njegova stava, daju ukupno trajanje dela 49 minuta.

## Stavovi i izvođači
Stavovi Koncerta su:
I Maestoso
II Adagio
III Allegro non troppo
Među izvođačima, izdvajaju se:
Beri Daglas-klavir i Moskovski Simfonijski Orkestar, dirigent: Vasilij Sinajski. Interpretacija potiče iz jula 1986. godine.
Aleksandar Šandorov-klavir i Simfonijski Orkestar Radio Televizije Beograd, dirigent: Pavle Dešpalj. Interpretacija je nastala juna 1990. godine.
Aleksandar Šandorov-klavir i Orkestar Beogradske Filharmopnije, dirigent: Igor Golovčin. Interpretacija potiče iz januara 1992. godine.
Dorijan Leljak-klavir i Orkestar Beogradske Filharmonije, dirigent: Angel Šurev. Interpretacija je nastala početkom decembra 1992. godine.
Dubravka Tomšić - Srebotnjak, klavir i Simfonijski Orkestar Radio Televizije Ljubljana. Dirigent: Anton Nanut.

## Prvi stav: Maestoso
Posebno je monumentalan prvi stav, Maestoso, koga uvode dramatični udari timpana, praćeni pauzama i trilerima. Nad tom podlogom, orkestar izlaže tematski materijal koji zatim razvija solista. Klasična sonatna forma, ovde je značajno proširena i tematski materijal se u razvojnom delu razrađuje vrlo temeljito. Čine ga prva tema, demonska u svojoj snazi i druga, koja samo prati izrazitost snage prve. Tako svi izvođači razvijaju jedan snažan, dramatičan dijalog, koga u reprizi dovodi do vrhunca opsežna kadenca soliste zasnovana na osnovnom tematskom materijalu i na kraju logično, kruniše snažna koda. Stav je trajanja 23 minuta.

## Drugi stav: Adagio
Drugi stav je jedan pobožni Adagio, koji je bio komponovan već tokom 1854, a četiri godine kasnije ugrađen u ovaj Koncert. Počinju ga u svečanom ruhu violine, a zatim klavir izlaže tematski materijal. Stav kao moto ima tekst iz Mise: Benedictus qui venit, in nomine domini. Zapravo, u njemu Brams izražava svoju tugu povodom teškog ludila koje je konačno zahvatilo njegovog mentora, Roberta Šumana i preteće smrti koja se nad majstorom nadvila. Klavir i orkestar tokom celog stava kroz dijalog izlažu i razrađuju tematski materijal izrazite melodioznosti i pobožnosti. Stav se okončava dostojanstveni, uzvišenim i setnim zamiranjem. Stav traje 14 minuta.

## Treći stav: Allegro non troppo
Treći, finalni stav, Allegro non troppo, je tek u konačnoj, koncertantnoj verziji postao rondo, sa blještavim, praskavim temama u solisti i orkestru, koje kroz razradu  i snažnu finalnu, kratku solističku kadencu, dovode do snažnog ali i ponešto razvučenog, burnog  završetka. Stav je trajanja 12 minuta.